# ویلزکر
ویلزکر (به آلمانی: Wilsecker) یک شهر در آلمان است که در بیتبورگ-پروم واقع شده‌است.